# Телеклуб
«Телеклу́б» — бывший проект «RTVi» и группы «Телекино», производителя телесериалов на русском языке. В программе телеканала была представлена сериальная классика, продолжения популярных российских сериалов, а также премьеры. Транслировался на частоте телеканала «Детский мир» после завершения вечерних программ последнего.

## История
К началу 2000-х годов киностудии, подконтрольные холдингу «Медиа-Мост» («НТВ-Кино», «КиноМост», «Новый русский сериал»), отсняли около 300 часов российской сериальной библиотеки, а сериалы их производства транслировались на каналах НТВ и ТНТ общим объёмом 13 часов в неделю. В декабре 2000 года председатель совета директоров ТНТ Сергей Скворцов впервые озвучил идею трансляции отснятых ими российских сериалов либо на отдельном канале, либо в формате блока программ на частоте «Детского мира» после окончания последних передач. Изначально это планировалось осуществить на базе «НТВ-Плюс» в течение 2001 года, однако события вокруг активов «Медиа-Моста» немного изменили концепцию и сроки реализации проекта.
Под влиянием Владимира Гусинского осталась компания «НТВ-International» (с 2002 года — RTVi), занимавшаяся с конца 1990-х годов распространением вещания каналов «Наше кино» и «Детский мир» на зарубежные страны. После окончательного перехода «НТВ-Плюс» под контроль «Газпром-Медиа» RTVi переоформила владение каналами «Наше кино» и «Детский мир» на себя, в результате запуск телеканала случился уже на базе нового владельца, руководить которым перешёл бывший генеральный директор «НТВ-Плюс» Евгений Якович.
С 29 декабря 2012 года время вещания сокращено с 9 до 6 часов. Построена новая сетка вещания, состоящая из шести линеек сериалов. Это связано с тем, что родственный телеканал «Детский мир» наоборот, увеличил время своего вещания с 12 до 18 часов.
С 18 октября 2017 года на канале произошли масштабные изменения: из эфира исчезли собственные заставки канала (вместо них транслировалась заставки рекламы и СМИ «Детского мира»), видоизменился логотип, появились короткие образовательные ролики вместо часов, которые транслировались в перерыве между сериалами, и сериальный блок, который стал повторяться с канала «Мир Сериала».
В ночь на 14 мая 2018 года канал прекратил вещание. Таким образом, телеканал «Детский мир» стал транслироваться круглосуточно во всех средах вещания.